# Dioscorea exalata
Dioscorea exalata är en enhjärtbladig växtart som beskrevs av Chih Tsun Ting och M.C.Chang. Dioscorea exalata ingår i släktet Dioscorea och familjen Dioscoreaceae. Inga underarter finns listade i Catalogue of Life.